# Doryphoros

Doryphoros aus Pompeii, Kopie nach Polyklet

Als Doryphoros (altgriechisch Δορυφόρος, „Speerträger“; latinisiert Doryphorus) wird ein Statuentypus bezeichnet, der in Form von mehreren Marmorkopien aus römischer Zeit erhalten ist und im Original auf eine Bronzestatue des Polyklet, eines Bildhauers des 5. Jahrhunderts v. Chr., zurückgeht.
Der Doryphoros steht im Mittelpunkt jeder Beschäftigung mit dem polykletischen Kanon. Polyklet verfasste eine gleichnamige Lehrschrift, den „Kanon“ (altgriechisch „Κανών“, lateinisch „Regula“). Der Kanon war eine auf Maßen und Maßverhältnissen beruhende Proportionslehre, die auf eine möglichst stimmige Harmonie abzielte – oder diese zumindest einschloss. Ein Zitat aus diesem Kanon besagt, dass das Schöne, Gute und Wahre aus vielen Zahlen bestehe.
Auf den polykletischen Kanon haben sich nicht nur antike Künstler bezogen, sondern auch Philosophen und Ärzte. Die antiken Quellen deuten darauf hin, dass das rechte Maß (nicht zu groß, nicht zu klein, nicht zu dick, nicht zu dünn) nicht nur durch Zahlen zu gewinnen war. Zudem war die Körperform nicht die alleinige Bemessungsgrundlage, denn auch Haltung eines Menschen, Gefühlsausdrücke und andere Dinge können ein rechtes Maß zum Ausdruck bringen.
Der Doryphoros scheint das rechte Maß in jedem Sinne zu verkörpern, sowohl durch seine Form als auch in der Körperhaltung, die auch ein geistiger Ausdruck ist. Erst durch dieses Zusammenspiel konnte er zum Musterwerk der griechischen Plastik werden.
Zum Kanon gehört auch die Wahl des Themas, die Nacktheit und das Lebensalter, das den Doryphoros in den ersten Mannesjahren zeigt, nicht zu jung und nicht zu alt. Nicht eine oder andere Hälfte des Lebens, sondern seine Mitte ist hier das rechte Maß. Lebensalter und Körpermaße befinden sich in einer ausgleichenden Mittellage.
Bei der Haltung hingegen sind die Gegensätze festgehalten, die sich im Ganzen ausgleichen:
- Ruhe und Bewegung
- Spannung und Entspannung
- Hebung und Senkung

Der bekannteste Ausdruck dieses Spiels der Gegensätze ist der Kontrapost. Nicht nur Stand- und Spielbein, sondern alle Bewegungsmotive von Kopf bis Fuß sind beim Doryphoros kontrapostisch entgegengesetzt. Der Doryphoros steht nach allen Seiten ausgeglichen da, in vollkommener Harmonie, die auf dem Gleichgewicht von Gegensätzen beruht. 
Mit dem Doryphoros hat Polyklet die griechische Kunst auf eine neue Stufe gehoben. Bis dahin hatte sich die Plastik von der archaischen Starre zu einer freien Ponderation entwickelt, die der natürlichen Weise zu stehen und sich zu bewegen entsprach. Auch der Doryphoros scheint vollkommen natürlich dazustehen. Zugleich verkörperte er jedoch ein Gesetz, das für die Griechen universelle Gültigkeit besaß: das Gleichgewicht der Kräfte oder der Gegensätze, ihre gegenstrebige Harmonie. 
Dies entspricht auch Grundsätzen griechischer Philosophie und Kunst, z. B. Aristoteles’ Tugenddefinition. 
Mit dem Doryphoros hat Polyklet der griechischen Plastik eine neue Aufgabe gestellt und sie über alles erhoben, was sie bisher geleistet hatte. Der Doryphoros stellt nicht nur einen Lanzenträger dar (wahrscheinlich Achilleus) – so wie andere Statuen einen Athleten, Heros oder Gott, dessen Wesen sie erfassen sollen, sei es mit Hilfe von Attributen oder durch ihre bloße Gestalt. Bei ihm verwirklicht sich zugleich und vollkommen ein Gesetz, das für die Griechen den Rang nicht nur eines allgemeinen Kunstgesetzes, sondern eines Weltprinzips besaß. Neben dem Doryphoros war der Typus des Diadumenos beziehungsweise Diskophoros wegweisend für die griechische Plastik. Spätere griechische Bildhauer wie Lysipp, Praxiteles oder Skopas griffen hierauf zurück.
Außerdem war die Statue des Doryphoros Vorbild für den Augustus von Primaporta (1. Jahrhundert v. Chr.). Am deutlichsten wird dies bei Betrachtung des Standes. Auch hier wird sehr klar zwischen Stand- und Spielbein unterschieden.